# Adolf Joffé
Adolf Abramovitch Joffé ou Ioffe (en russe : Адо́льф Абра́мович Ио́ффе) est un homme politique soviétique né à Simferopol le 10 octobre 1883 et mort à Moscou le 16 novembre 1927.

## Biographie

### Origines et études et débuts
Adolf Joffé est issu d'une grande famille bourgeoise karaïte de Crimée.
Les karaïtes sont un groupe juif mais qui, dans l'Empire russe, avait un statut spécifique, apparenté à celui des chrétiens. Ce statut faisait échapper les karaïtes aux lois antijuives.
Joffé adhère au Parti ouvrier social-démocrate de Russie (POSDR) alors qu'il n'est encore que lycéen. En 1903, il part étudier à Berlin, ville où il séjourne avec des interruptions jusqu'aux événements de 1905 auxquels, après son retour en Russie, il prend une part active. Ses activités lui valent, un an plus tard, d'être expulsé à l'étranger une nouvelle fois.
Il est l'un des quatre membres du bureau à l'étranger du Comité Central du POSDR après le Congrès d'unification de Stockholm en 1906. Il s'installe à Vienne deux ans plus tard où il édite le journal de Trotski, la Pravda, en utilisant parfois sa fortune personnelle pour assurer la publication. Souffrant d'une affection nerveuse, il se fait soigner par le psychanalyste Alfred Adler.

### Révolution
Rentré clandestinement en Russie en 1912, il est arrêté puis est envoyé en exil en Sibérie. À la nouvelle de la révolution de Février, il part pour Petrograd, où il collabore avec Trotski et dont il est l'un des amis les plus fidèles. Il participe à la fusion du groupe interdistricts avec le parti bolchevik. Il soutient la position de Lénine et de Trotski, qui désirent déclencher la révolution en octobre contre Zinoviev et Kamenev.
Élu au Comité central  du parti bolchevik en juillet 1917, Joffé est président de la délégation bolchevik lors des négociations préparant l'armistice et le futur traité avec les Allemands à Brest-Litovsk. Il négocie avec les puissances centrales et signe l'armistice le 15 décembre 1917 malgré ses réticences. Nommé ambassadeur à Berlin en avril 1918, il en est expulsé le 6 novembre pour la part active qu'il a prise à la préparation de la révolution allemande. Peu après, il négocie le cessez-le-feu avec la Pologne en octobre 1920 et traite avec les républiques baltes : Estonie, Lettonie et Lituanie à la fin de cette année. En 1921, il signe la paix de Rīga qui met fin au conflit russo-polonais. Il est fait peu après président de la commission du Turkestan.
Chargé des missions diplomatiques les plus diverses, il est envoyé après sa mission en Pologne en Europe de l'Ouest puis en Asie. Membre de la délégation bolchevik envoyée à la conférence de Gênes en avril 1922, il se rend en Extrême-Orient comme ambassadeur extraordinaire en Chine (où il précède Borodine) et au Japon en juin 1923.
Lorsque sa maladie ne lui permet plus les affectations diplomatiques, il est nommé recteur de l'université chinoise de Moscou. Réduit à une quasi-invalidité par une polynévrite très douloureuse, il est de plus très ébranlé par la crise de succession qui se déroule à l'intérieur du Parti. Si Trotski, notamment, l'empêche de s'engager dans la lutte de l'opposition, il  lui apporte cependant son soutien et refuse  la mainmise de Staline sur le Parti communiste de l'Union Soviétique.
Il se suicide le 16 novembre 1927, laissant une lettre d'adieu à Trotski, véritable testament politique. Son enterrement est l'une des dernières grandes manifestations publiques de l'Opposition de gauche.